# Г-н Търнър
„Г-н Търнър“ (на английски: Mr. Turner) е биографичен драматичен филм от 2014 г. на режисьора Майк Лий. Филмът разказва за последните 25 години от живота на художника Джоузеф Търнър. Премиерата е на 15 май 2014 г. на кинофестивала в Кан, а по кината във Великобритания филмът излиза на 31 октомври 2014 г.

## Сюжет
Филмът започва, когато Търнър вече е известен и сравнително богат пейзажист. Той живее с баща си, бивш бръснар, който му помага да подготвя боите и платната си и да се грижи за посетителите. Ексцентричен, щедър и хумористичен самотник, Търнър често е груб и едносричен в начина си на комуникация, но може да използва и изтънчен език.
Различни сцени показват как художникът намира едни от най-инспириращите идеи за платната си. При всяко пътуване и разходка, Търнър запечатва видяното в постоянно придружаващия го скицник. Разказ на стар моряк за времето си като дърводелец на робски кораб, вдъхновява твореца за картината „Робският кораб“ (The Slave Ship). В една следваща сцена се вижда как Търнър и неговите спътници се носят по Темза с лодка и стават свидетели на теглене на военен кораб за скрап.  Така художника рисува в последствие „Бойният Темерер“ (The Fighting Temeraire ). По време на пътуванията си той наблюдава един от първите парни влакове. Това го вдъхновява за картината „Дъжд, пара и скорост – Великата западна железница“ (Rain, Steam and Speed – The Great Western Railway..)
Търнър многократно е привличан от крайбрежния град Маргейт, където в миналото е ходил на училище. Тук той рисува развълнуваното и бурно море и изобразява силата на светлината с помоща на интензивни жълти и най-вече охрени тонове. За да преживее и изобрази още по-добре драматичната морска стихия върху платната си, той дори се оставя да бъде завързан за наблюдателницата на платноходен кораб в открито море по време на буря. Инспириран и бързащ да предаде преживяното, той работи с шокираща за времето си техника на рисуване. Съвременниците биват особенно озадачени от плюенето върху платното и използването на необичайни цветови комбинации.
Когато баща му умира, Търнър изпада в депресия. Първоначално получава признание за работата си като художник чрез изложби, включително добавяне на шамандура към собствената му картина пред всички. Картините му обаче стават все по-абстрактни и той губи признание сред богатите си, аристократични клиенти, след като кралица Виктория изразява негативното си мнение за творчеството му. Макар че продължава да бъде уважаван в Кралската академия, той е изолиран и като ексцентрик. Докато лондонската му къща с прилежащите ѝ търговски зали в крайна сметка е заета единствено от икономката му, художникът бяга в Маргейт, за да живее с практичната хазяйка и вдовица София Бут, която с любов се грижи за него до смъртта му. Последният кадър показва икономката на Търнър в изоставеното му студио с бои и платна.
В края на живота си Търнър отказва солидна сума предложена му от богат колекционер за голяма част от произведенията си.  Така става ясно че художника е предвидил творбите му да бъдат наследени от британската държава.

## Награди и номинации
| Категория                                        | Номиниран(и)                | Резултат                    |
| Оскар (22 февруари 2015 г.)                      | Оскар (22 февруари 2015 г.) | Оскар (22 февруари 2015 г.) |
| ------------------------------------------------ | --------------------------- | --------------------------- |
| Най-добри декори                                 | Най-добри декори            | номинация                   |
| Най-добра кинематография                         | Дик Поуп                    | номинация                   |
| Най-добра филмова музика                         | Гари Йершон                 | номинация                   |
| Най-добри костюми                                | Жаклин Дюран                | номинация                   |
| Награда на БАФТА (8 февруари 2015 г.)            |                             |                             |
| Най-добри декори                                 | Най-добри декори            | номинация                   |
| Най-добър грим и прически                        | Най-добър грим и прически   | номинация                   |
| Най-добра кинематография                         | Дик Поуп                    | номинация                   |
| Най-добри костюми                                | Жаклин Дюран                | номинация                   |
| Европейски филмови награди (13 декември 2014 г.) |                             |                             |
| Най-добър актьор                                 | Тимъти Спол                 | награда                     |
| Сателит (15 февруари 2015 г.)                    |                             |                             |
| Най-добра кинематография                         | Дик Поуп                    | награда                     |
| Най-добър филм                                   | Най-добър филм              | номинация                   |